# سجين 4
سِجّين 4 (بالتركية: Siccîn 4)‏ هو الجزء الرابع من سلسلة أفلام «سِجّين»، من إخراج ألبير ميستشي سنة 2017.

## القصة
نتيجة لمشاكل مالية، تنتقل عائلة «يلماز» إلى منزل الجدة «سعدت». لكن الجدة لا تعيش بمفردها، فمنزلها القديم - وهو قبر زوجها الراحل - مسكون من قبل مخلوقات من أبعاد أخرى، وهذه المخلوقات لا تريد أحدا في المنزل سوى «سعدت».

## روابط خارجية
- سجين 4 على موقع IMDb (الإنجليزية)
- سجين 4 على موقع نتفليكس (الإنجليزية)
- سجين 4 على موقع أول موفي (الإنجليزية)
- سجين 4 على موقع قاعدة بيانات الفيلم (الإنجليزية)
- سجين 4 على موقع ليتربوكسد (الإنجليزية)
- سجين 4 على موقع كينوبويسك (الروسية)